# محمد مؤمن تنکابنی

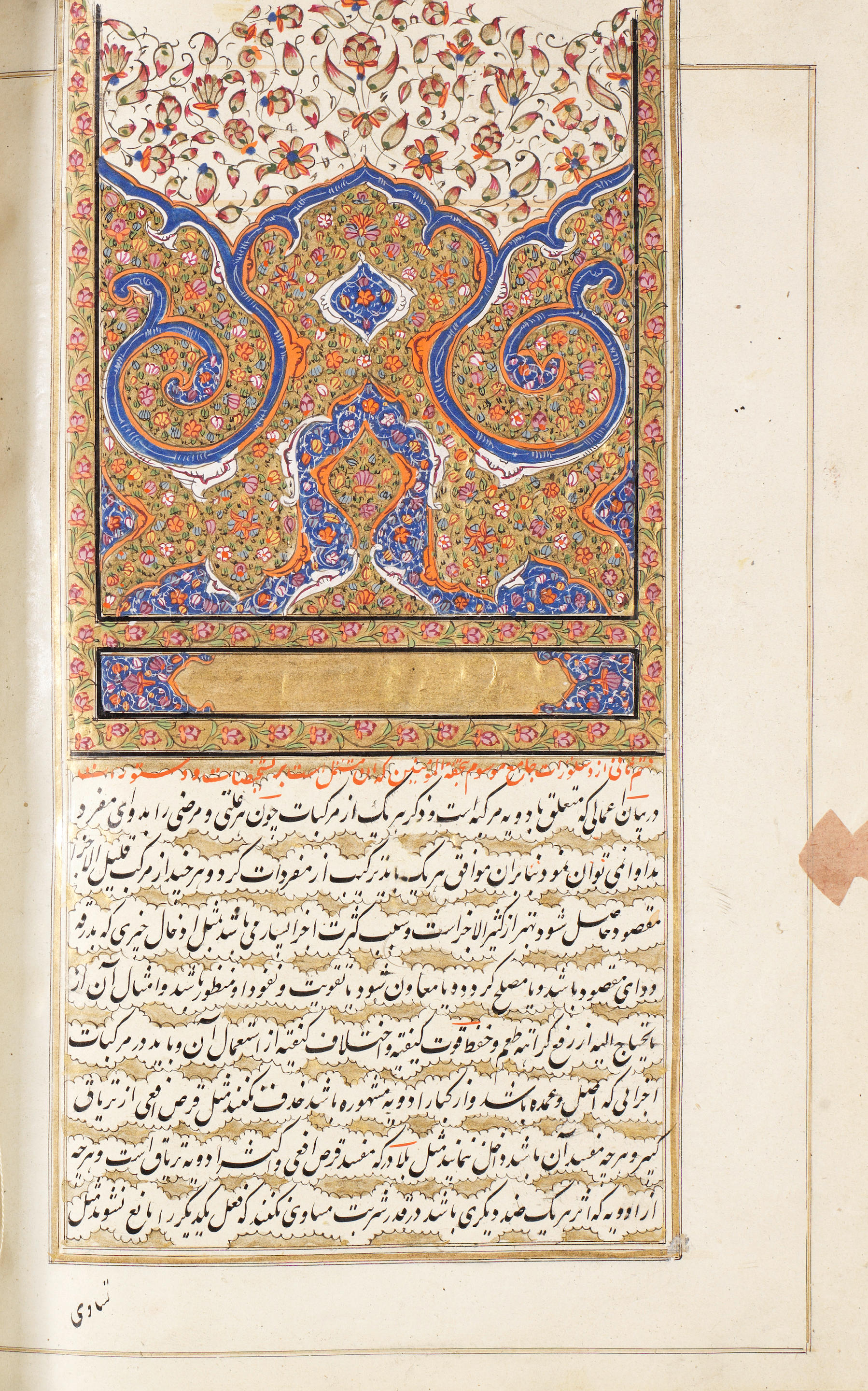
تحفهٔ حکیم مؤمن، اثر محمد مؤمن تنکابنی - ۱۲۰۳ (هـ.ش)

محمد مؤمن ابن میر محمد زمان حسینی تنکابنی پزشک ایرانی نیمه دوم قرن هفدهم میلادی بود.
تنکابنی در موضوعات مختلفی در پزشکی و مذهب به نوشتن می پرداخت. وی تحفه حکیم مؤمن را که کتابی است مفصل در طب سنتی ایران و بر گرفته از منابع ایرانی، یونانی و هندی در ۱۶۷۹ میلادی نوشت و به شاه سلیمان صفوی تقدیم نمود.
به روایت شجره نامه های خاندان آیت، قربانی، قاسمی و آیتی ، نوادگان این پزشک دوره صفوی در نجف آباد و فلاورجان اصفهان ساکن هستند.